# تجمع دوحال (المهرة)

تعديل مصدري - تعديل

تجمع دوحال هو "تجمع بدوي" في عزلة الغيظة بمديرية الغيظة التابعة لمحافظة المهرة، بلغ تعداد سكانها 267 نسمة حسب تعداد اليمن لعام 2004.